# Топографический подход
Топографи́ческий (также называется «топи́ческим» или «структу́рным») подход — один из ортодоксальных, с точки зрения психоанализа, теоретических (метапсихологических) взглядов на функционирование и принципы работы психики человека. Данный подход, наряду с динамическим и экономическим, был сформулирован Зигмундом Фрейдом в конце XIX века в ходе совместной работы с Йозефом Брейером над разработкой катартического метода психотерапии.
Предпосылки топографического подхода лежат в анатомии и физиологии, согласно которым различные части человеческого тела имеют определённое расположение и неразрывно связаны с какими-либо органами и частями организма в целом. Так, топографический подход ставит задачу определить «в каком месте» человеческой психики рождаются, к примеру, фантазии или идеи. Согласно данной точке зрения становится возможным рассмотреть психический процесс по месту его расположения согласно структурной трехкомпонентной модели психики (состоящей из эго, суперэго и ид); конструкт психического аппарата человека рассматривается в качестве «протяжённого в пространстве», то есть постулируемый подход предполагает возможность представления психических процессов в виде диаграмм.
Топографический подход к психике в контексте психоаналитического сеанса предполагает перенос информации из бессознательного в сознание; помимо этого, данная точка зрения в однозначной форме постулирует, что процесс осознания ранее недоступного психике человека материала включает в себя различные виды взаимодействия психических структур, которые могут включать в себя перенос информации из бессознательного в предсознание, от суперэго к эго или от суперэго к ид — также, данное взаимодействие существует не только внутри психики одного человека, но и может происходить в ходе общения с другими людьми (что выражается, к примеру, в феномене переноса и контрпереноса).